# Timo Mäkinen
Timo Mäkinen (* 18. März 1938 in Helsinki; † 4. Mai 2017 ebenda) war ein finnischer Rallyefahrer und als Fliegender Finne des Rallyesports bekannt.

## Leben
Timo Mäkinen nahm 1959 das erste Mal an einer internationalen Rallye teil. Damals startete er mit einem Triumph TR3 bei der 1000 Lakes Rally (heute: Rallye Finnland).
1964 fuhr Mäkinen meist mit Minis, gewann aber die RAC Rally in der Klasse 3 zum Jahresende mit einem Austin-Healey. Im nächsten Jahr siegte er bei der Rallye Monte Carlo und bei der 1000 Lakes Rally und wurde zudem bei der RAC Rally Zweiter.
Zwischen 1973 und 1975 gewann Mäkinen alle RAC Rallyes und landete unter anderem auch bei der Finnischen Rallye Meisterschaft dreimal auf dem ersten Platz.
Im Jahr 1994 schloss Mäkinen seine Karriere zum 30. Jubiläum des Siegs der Rallye Monte Carlo 1964 mit der Teilnahme bei selbigem Wettbewerb komplett ab. Er fuhr hier einen Mini.
2010 erhielt er einen Platz in der Rally Hall of Fame.
Timo Mäkinen starb am 4. Mai 2017 in Helsinki.

## Statistik

### Sebring-Ergebnisse
| Jahr | Team                    | Fahrzeug                     | Teamkollege   | Platzierung | Ausfallgrund |
| ---- | ----------------------- | ---------------------------- | ------------- | ----------- | ------------ |
| 1965 | Donald Healey Motor Co. | Austin-Healey Sebring Sprite | Paddy Hopkirk | Rang 18     |              |
| 1966 | Donald Healey Motor Co. | Austin-Healey Sprite         | Paul Hawkins  | Rang 18     |              |
| 1967 | British Motor Corp.     | MGB                          | John Rhodes   | Rang 12     |              |

### Einzelergebnisse in der Sportwagen-Weltmeisterschaft
| Saison | Team             | Rennwagen                                         | 1   | 2   | 3   | 4   | 5   | 6   | 7   | 8   | 9   | 10  | 11  | 12  | 13  | 14  | 15  | 16  | 17  | 18  | 19  | 20  | 21  | 22  |
| ------ | ---------------- | ------------------------------------------------- | --- | --- | --- | --- | --- | --- | --- | --- | --- | --- | --- | --- | --- | --- | --- | --- | --- | --- | --- | --- | --- | --- |
| 1963   | BMC              | Mini Cooper                                       | DAY | SEB | SEB | TAR | SPA | MAI | NÜR | CON | ROS | LEM | MON | WIS | TAV | FRE | CCE | RTT | OVI | NÜR | MON | MON | TDF | BRI |
| 1963   | BMC              | Mini Cooper                                       |     |     |     |     |     |     |     |     |     |     |     |     |     |     |     |     |     | DNF |     |     |     |     |
| 1964   | BMC              | Mini Cooper                                       | DAY | SEB | TAR | MON | SPA | CON | NÜR | ROS | LEM | REI | FRE | CCE | RTT | SIM | NÜR | MON | TDF | BRI | BRI | PAR |     |     |
| 1964   | BMC              | Mini Cooper                                       |     |     |     |     |     |     |     |     |     |     |     |     |     | DNF |     |     |     |     |     |     |     |     |
| 1965   | Healey Motor BMC | Austin-Healey Sprite Austin-Healey 3000 MG Midget | DAY | SEB | BOL | MON | MON | RTT | TAR | SPA | NÜR | MUG | ROS | LEM | REI | BOZ | FRE | CCE | OVI | NÜR | BRI | BRI |     |     |
| 1965   | Healey Motor BMC | Austin-Healey Sprite Austin-Healey 3000 MG Midget |     | 18  |     |     |     |     | 21  |     |     |     |     |     |     |     |     |     |     |     | 11  |     |     |     |
| 1966   | Healey Motor BMC | Austin-Healey Sprite MGB                          | DAY | SEB | MON | TAR | SPA | NÜR | LEM | MUG | CCE | HOK | SIM | NÜR | ZEL |     |     |     |     |     |     |     |     |     |
| 1966   | Healey Motor BMC | Austin-Healey Sprite MGB                          |     | 18  |     | 9   |     |     |     |     |     |     |     |     |     |     |     |     |     |     |     |     |     |     |
| 1967   | BMC              | MGB                                               | DAY | SEB | MON | SPA | TAR | NÜR | LEM | HOK | MUG | BRH | CCE | ZEL | OVI | NÜR |     |     |     |     |     |     |     |     |
| 1967   | BMC              | MGB                                               |     | 12  |     |     | DNF |     |     |     |     |     |     |     |     |     |     |     |     |     |     |     |     |     |